# Le Fils de la Patrie

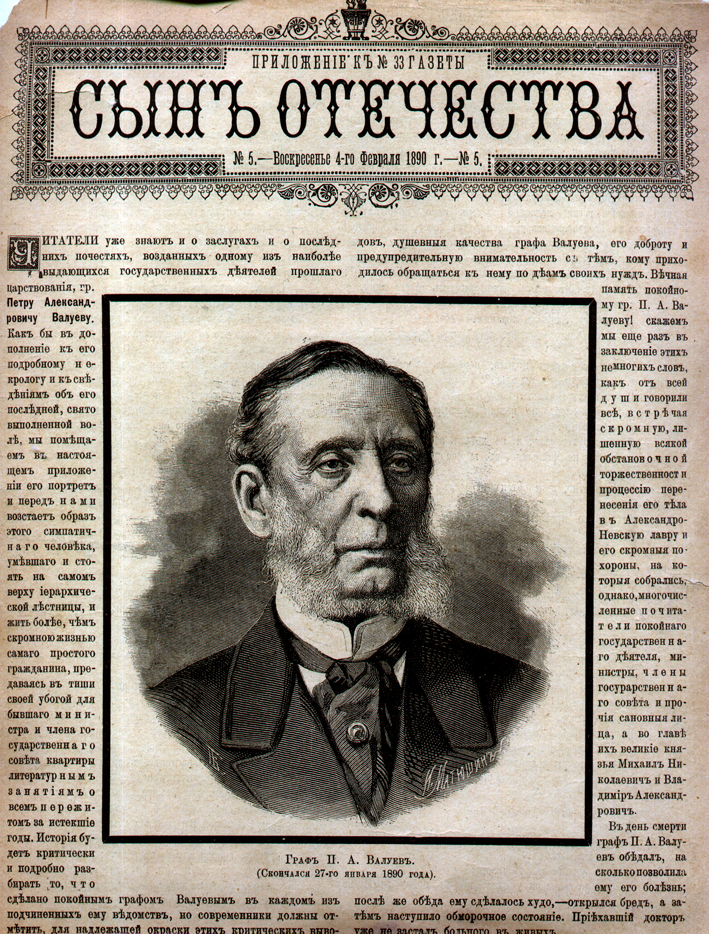

Le Fils de la Patrie (en russe Сын оте́чества, transcrit Syn otetchstva) est une revue historique, politique et littéraire russe fondée par Nikolaï Ivanovitch Gretch. Elle paraît entre 1812 et 1852 à Pétersbourg, sous la direction de Faddeï Boulgarine.  Nikolaï Stepanov, le fondateur de la revue Iskra  est une des caricaturistes qui dessina pour Le Fils de la Patrie. 
D'autres revues paraissent ensuite sous ce titre, dont le quotidien (1862-1901) Le Fils de la Patrie fondé par Albert Startchevski. 